# Liste der Wappen im Landkreis Regensburg
Die Liste der Wappen im Landkreis Regensburg zeigt die Wappen der Gemeinden im bayerischen Landkreis Regensburg.

## Landkreis Regensburg

Landkreis Regensburg Unter Schildhaupt mit den bayerischen Rauten gespalten von Rot und Silber; vorne ein silberner Schrägbalken, hinten ein durchgehendes, gradarmiges rotes Tatzenkreuz.
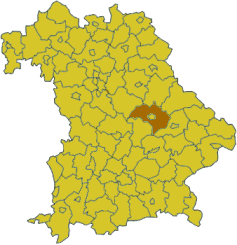
Lage des Landkreises Regensburg in Bayern
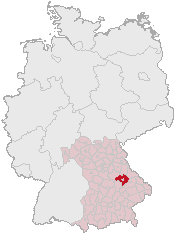
Lage des Landkreises Regensburg in Deutschland

## Wappen der Städte, Märkte und Gemeinden

Gemeinde Alteglofsheim In Blau ein geflügelter goldener Löwenkopf.
Gemeinde Altenthann Unter schwarzem Schildhaupt, darin eine silberne Zange, in Gold auf grünem Dreiberg eine grüne Tanne.
Gemeinde Aufhausen In Rot ein silberner Schrägbalken, der mit drei senkrechten blauen Lilien belegt ist; oben eine goldene Krone.
Gemeinde Bach a.d.Donau Unter von Blau und Silber im Wellenschnitt geteiltem Wellenschildhaupt durch einen silbernen Wellenpfahl gespalten; vorne in Rot auf silbernem Berg ein silberner Nadelbaum, hinten in Rot über silbernem Berg eine silberne Weintraube mit einem Blatt.
Gemeinde Barbing Gespalten von Rot und Silber; vorne ein silberner Schrägbalken, hinten ein oben gezinnter blauer Balken.
Markt Beratzhausen Gespalten; vorne die bayerischen Rauten, hinten in Gold ein roter Zinnenturm, in dessen offenem Tor ein schwarzer Bär hockt, der einen grünen Becher hält.
Gemeinde Bernhardswald Mit einer Zinne geteilt von Silber und Rot; oben zwei grüne Tannen, unten eine silberne Pflugschar.
Gemeinde Brennberg In Silber ein grüner Dreiberg, aus dem drei rote Flammen schlagen.
Gemeinde Brunn Durch eine eingeschweifte silberne Spitze, darin drei blaue Balken, gespalten; vorne in Rot ein silberner Brunnen, hinten in Schwarz eine goldene heraldische Lilie.
Gemeinde Deuerling Unter von Silber und Blau geteiltem Schildhaupt in Gold zwei schräg gekreuzte schwarze Kupferhämmer über schwarzem Wellenschildfuß.
Markt Donaustauf Gespalten von Blau und Silber; belegt mit einem goldenen Dreiberg, aus dem ein Weinstock mit vier Trauben und zwei Blättern in verwechselten Farben wächst.
Gemeinde Duggendorf Über blauem Wellenschildfuß geteilt von Rot und Gold, belegt mit einem feuerspeienden Drachenrumpf in verwechselten Farben.
Gemeinde Hagelstadt In Rot eine eingeschweifte silberne Spitze, darin ein roter Hahn, vorne ein silbern gekleideter Männerrumpf ohne Arme mit Kaiserkrone, hinten ein senkrechter silberner Schlüssel.
Stadt Hemau In Blau der golden gerüstete heilige Georg mit goldenem Topfhelm auf einem mit goldener Decke (Pferdemantel) geschützten weißen Rosse mit der Fahnenlanze (silbernes Tuch mit rotem Kreuze) und dem silbernen, mit rotem Kreuz gezierten Armschild rechtshin sprengend.
Gemeinde Holzheim a.Forst In Silber schräg gekreuzt ein gestürztes rotes Schwert und ein roter Bischofsstab, überdeckt von einem blauen Gießgefäß.
Markt Kallmünz In Rot unter einer goldenen Krone nebeneinander drei stehende Rauten, die mittlere silbern, die seitlichen blau.
Gemeinde Köfering Gespalten; vorne in Silber ein aufrechter roter Striegel mit vier Spitzen, hinten in Rot ein silberner Sparren, darin eine auffliegende schwarze Lerche.
Markt Laaber In Schwarz ein gekrönter und rot gezungter goldener Löwenkopf, über dem nebeneinander drei stehende Rauten schweben, die mittlere blau, die seitlichen silber.
Markt Lappersdorf Geteilt durch einen gesenkten goldenen Zinnenbalken in Blau und Grün; oben ein gekrönter silberner Löwe, unten ein durchgehender silberner Wellenbalken.
Gemeinde Mintraching Schild gespalten von Gold und Rot, vorn ein grüner Dreiberg im Schildfuß, hinten ein silberner Schrägbalken.
Gemeinde Mötzing Geviert; 1: in Gold ein schwarzer Schrägbalken; 2: in Rot ein silberner Schrägwellenbalken; 3: fünfmal gespalten von Silber und Blau; 4: in Silber ein durchgehendes schwarzes Balkenkreuz, belegt mit einem goldenen Fadenkreuz.
Stadt Neutraubling Durch eine eingeschweifte rote Spitze, darin ein silberner Leerschild, gespalten von Silber und Gold; vorne ein rotes Patriarchenkreuz, hinten ein aus dem Schildrand wachsendes schwarzes Zahnrad.
Markt Nittendorf In Rot über einem unterhalben goldenen Wasserrad ein schreitender silberner Widder.
Gemeinde Obertraubling Gespalten von Blau und Silber; vorne zwei schräg untereinander angeordnete goldene Lilien, hinten ein dreifaches rotes Kreuz mit längerem Mittelbalken.
Gemeinde Pentling Unter zinnenförmig von Silber und Rot geteiltem Schildhaupt, unterstützt von einem goldenen Balken, in Schwarz eine silberne heraldische Lilie.
Gemeinde Pettendorf In Silber eine erhöhte eingeschweifte blaue Spitze, darin der silberne Kopf der Pfalzgräfin Heilika; oben rechts eine blaue Lilie, oben links ein blauer Stern.
Gemeinde Pfakofen In Rot ein silbernes Andreaskreuz, darüber eine goldene Blattkrone, darunter eine goldene Bügelkrone.
Gemeinde Pfatter Unter silbernem Schildhaupt, darin ein blauer Wellenbalken, in Schwarz drei silberne Rüben mit silbernen Blättern.
Gemeinde Pielenhofen In Schwarz ein goldener Lilienstängel, der unten von einem gesenkten, in zwei Reihen von Silber und Rot geschachten Balken überdeckt ist.
Markt Regenstauf In Blau unter einem von Rot, Grün und Gold gestreiften Regenbogen zwei schräg gekreuzte silberne Fische.
Gemeinde Riekofen Schräglinks geteilt von Schwarz und Gold; auf schwarzem Dreiberg ein Steinbock in verwechselten Farben, der zwischen den Vorderhufen ein grünes Kleeblatt hält.
Markt Schierling In Blau zwei schräg gekreuzte silberne Reuthaken.
Gemeinde Sinzing Über einer gesenkten, eingeschweiften, fünfmal von Silber und Blau geteilten Spitze gespalten von Silber und Rot; vorne ein durchgehendes rotes Balkenkreuz, hinten auf silbernem Dreiberg ein silberner natürlicher Rosenstrauch.
Gemeinde Sünching In Silber unter einem obengezinnten blauen Sparren ein aus dem unteren Schildrand wachsender blauer Eberrumpf.[1]
Gemeinde Tegernheim Gespalten von Blau und Silber; vorne auf grünem Berg ein silberner Kirchturm mit rotem Dach, darauf ein silbernes Kreuz, hinten auf grünem Berg ein grüner Rebstock an rotem Pfahl.
Gemeinde Thalmassing In Rot ein durchgehender silberner Sparren, darunter ein silberner Hahn.
Gemeinde Wenzenbach Durch einen silbernen Schrägbalken, der mit einer roten Hellebarde belegt ist, geteilt; oben in Blau eine auffliegende silberne Lerche, unten fünfmal schräglinks geteilt von Schwarz und Gold.
Gemeinde Wiesent Unter silbernem Schildhaupt, darin drei nach links gewendete schwarze Raben, in Blau eine goldene heraldische Lilie.
Gemeinde Wolfsegg Schräg geteilt; oben in Gold ein schwarzer Wolfskopf mit roter Zunge, unten fünfmal geteilt von Silber und Blau.
Stadt Wörth a.d.Donau Unter einem roten Schildhaupt mit silbernem Schrägbalken in Silber auf grünem Dreiberg drei grüne Sumpfpflanzen.
Gemeinde Zeitlarn Geteilt und oben gespalten von Rot und Silber; vorne ein goldener Bienenkorb, hinten ein schwarzes Hufeisen, dem ein schwarzer Hammer unterlegt ist; unten in Blau ein goldener Fisch.[2]

## Ehemalige Gemeinden mit eigenem Wappen

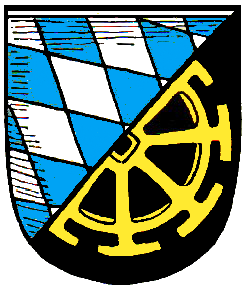
Gemeinde Eggmühl
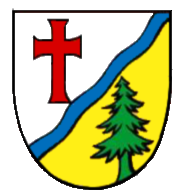
Gemeinde Hohenschambach
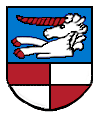
Gemeinde Regendorf
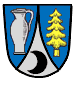
Gemeinde Steinsberg
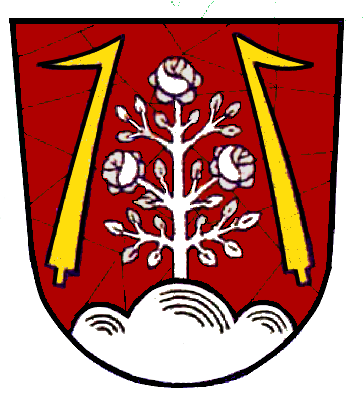
Gemeinde Viehhausen